# Malika Benhabylès
Malika Benhabylès est une athlète algérienne. 

## Biographie
Après une médaille de bronze sur 3 000 mètres aux championnats panarabes d'athlétisme 1987 à Alger, Malika Benhabylès remporte la médaille de bronze du 10 000 mètres lors des championnats d'Afrique 1988 à Annaba. 
Elle est sacrée championne d'Algérie du 3 000 mètres en 1987, et du 10 000 mètres en 1988.